# Вернхарт III фон Шаунберг
Вернхарт III фон Шаунберг (на немски: Wernhart III von Schaunberg; † ок. 2 февруари 1287) е граф на Шаумбург/Шаунбург/Шаунберг.

## Произход
Той е син на Хайнрих II фон Шаунберг († 1276/1281) и съпругата му Хайлвиг фон Плайн († 1256), дъщеря на граф Лиутолд III фон Хардег-Плайн († 1219). Внук е на граф Вернхарт I фон Шаунберг († сл. 1221). Брат е на граф Хайнрих III „Млади“ фон Шаунберг († сл. 1310).

## Фамилия
Вернхарт III фон Шаунберг се жени за Анна фон Нойфен († ок. 1 май 1271), дъщеря на рицар Хайнрих II фон Нойфен († сл. 1275). Те имат децата:
- Хайнрих IV († 1 март 1327), граф на Шаунберг, женен за Агнес фон Нойхауз († 3 ноември 1319),
- Вернхарт IV († сл. 1301), женен за Кунигунда фон Ортенбург († сл. 1321)
- Леутолд († сл. 26 декември 1338), провост в Матзе, капитулар в Пасау
- София († сл. 1349), омъжена пр. 6 февруари 1311 г. за граф Ото IV фон Ортенбург († сл. 1342)